# Dinklageodoxa
Dinklageodoxa é um género botânico pertencente à família Bignoniaceae.

## Espécie
Dinklageodoxa scandens

## Nome e referências
Dinklageodoxa Heine & Sandwith